# アース製薬
アース製薬株式会社（アースせいやく、Earth Corporation）は、東京都千代田区に本社を置く、殺虫剤など衛生薬品の製造・販売をおこなう日本の日用品製造メーカー。大塚ホールディングスの持分法適用関連会社。

## 概要
1892年（明治25年）4月1日に木村秀蔵が大阪・難波新川で薬品製造をおこなう「木村化学」を創業する。当時は塩酸や硝酸等を「地球印」のブランド名を冠して、販売していた。
1925年（大正14年）に株式会社へ改組すると、1929年（昭和4年）に発売された「アース」（家庭用噴霧式殺虫剤）から名を取る格好で、1964年に現社名に変更する。もっとも、「アース」に匹敵するほどのヒット商品を生み出すまでには至らず、1969年（昭和44年）に自主再建を断念。会社更生法の適用を裁判所へ申請することによって倒産した。1970年（昭和45年）に大塚グループの資本参加を受けたことを境に、「ごきぶりホイホイ」などの大ヒット商品を輩出したほか、液体式電気蚊取り器の「アースノーマット」などを発売している。また、「ARS」ブランドで海外展開している。
現在は東京都千代田区に本社（大塚ホールディングスの登記上の本店所在地と同じ神田司町）が置かれている。工場・研究所は1910年（明治43年）以来の創業地である兵庫県赤穂市坂越にあり、かつては本社も置かれていた。同市西浜北町にも赤穂工場がある。静岡県掛川市にも工場があったが、資産の効率化と財務体質の強化を目的に2025年に第三者に売却されている。
その一方で、2012年（平成24年）に株式会社バスクリン（入浴剤「バスクリン」の発売元）を傘下に収めた。また、2014年（平成26年）には民事再生手続き中だった白元の全事業を譲り受けるべく、白元アースを設立。防虫剤や入浴剤といったトイレタリー部門の強化を進めた結果、かつては全体の9割を占めていた虫ケア（殺虫・防虫）関連の売上は、2022年（令和4年）の時点で3割程度にまで減少している。ちなみに、入浴剤については、アース製薬・バスクリン・白元アース の3社から別々に発売している。

## 沿革
- 1892年（明治25年） - 薬剤師の木村秀蔵が大阪・難波新川で創業。
- 1910年（明治43年） - 赤穂に工場を建設。
- 1916年（大正5年） - 日本で初めて炭酸マグネシウムの国産化に成功した。
- 1925年（大正14年）8月 - 法人化し、赤穂に株式会社木村製薬所を設立。
- 1964年（昭和39年）5月 - 商号をアース製薬株式会社に変更。
- 1969年（昭和44年） - 会社更生法の適用を申請。
- 1970年（昭和45年）2月1日 - 大塚製薬の資本参加に伴って、大塚グループへ加わると共に、大塚製薬の創業家出身の大塚正富が社長へ就任。これを機に、ゴキブリの駆除に関する製品の開発を優先した結果、「ごきぶりホイホイ」などのヒット商品を輩出する。
- 1978年（昭和53年）5月 - アース環境サービス株式会社を大阪に設立。
- 1980年（昭和55年）11月 - 営業本部を大阪へ設置したことを機に、マーケティング活動を開始。
- 1982年（昭和57年） - バイオケミカル事業部を徳島に設置。
- 1989年（平成元年）
  - 2月 - 神戸に国際部を設置。
  - 10月 - 営業本部を東京に移転、東京本部を設置。
- 1991年（平成3年）4月1日 - 本社を東京に移転。
- 1992年（平成4年）1月 - バイオケミカル事業部門をアース・バイオケミカル株式会社に移管。
- 1994年（平成6年）12月 - アース環境サービス株式会社が株式会社アース環境を設立。
- 1996年（平成8年） - アメリカのブロックドラッグ社（現在のグラクソ・スミスクライン社）と業務提携し、入れ歯洗浄剤「ポリデント」などの同社製品の販売を開始。
- 1999年（平成11年）8月 - 国際部を大阪に移転。
- 2002年（平成14年） - 『アクアフレッシュ』の販売権をグラクソ・スミスクライン株式会社から移管。
- 2005年（平成17年） - 東京証券取引所市場第2部に上場。
- 2006年（平成18年） - 東京証券取引所市場第1部に指定替え。
- 2007年（平成19年） - 英国に本社をおくレキットベンキーザー社と業務提携。
- 2008年（平成20年）
  - フマキラー株式会社を株式買い占めにより経営統合しようとしたが、不調に終わる[2]。
  - 7月1日 P&Gが販売していた薬用石鹸「ミューズ」の販売権を取得し、同年9月1日から販売を開始。
- 2009年（平成21年）- 環境マネジメントシステム『エコアクション21』認証・登録。天津阿斯化学有限公司 新工場竣工。
- 2012年（平成24年）2月29日 - WISE PARTNERS株式会社が運用する投資ファンドが保有する株式会社バスクリンの株式並びに新株予約権を取得。同時に、投資ファンド以外の株主が保有する株式の取得手続きもすべて完了し、株式会社バスクリンを完全子会社化する[3][4]。
- 2014年（平成26年）
  - 3月 - 川端克宜が代表取締役社長に就任。前任者の大塚達也（正富の長男）からの要請を受ける格好で、大塚製薬の資本参加後では初めて、大塚家と無関係のプロパー社員から43歳で社長に抜擢された。
  - 7月31日 - 民事再生手続き中の株式会社白元の民事再生スポンサーに選定され、同社からカイロ関連製品を除く全事業を譲り受ける旨の事業譲渡契約書を締結[5][6]。
  - 8月5日 - 完全子会社として白元アース株式会社を設立[7]。
  - 9月1日 - 完全子会社の白元アース株式会社が株式会社白元からカイロ関連製品を除く全事業を譲り受け、本格的な事業展開を開始。
- 2015年（平成27年）12月22日 - 株式会社ニチリウ永瀬（現:株式会社welzo）の完全子会社であるジョンソントレーディング株式会社の株式の35%を取得[8]。
- 2016年（平成28年）
  - 6月6日 - 大幸薬品株式会社と資本業務提携を締結[9][10]。
  - 7月21日 - 大幸薬品株式会社から大幸薬品株式の5.78%を第三者割当により取得[11]。
  - 11月22日 - 株式会社ニチリウ永瀬（現:株式会社welzo）の子会社であったジョンソントレーディング株式会社の株式の30%を取得し子会社化[12]。
- 2017年（平成29年）
  - 1月5日 - コーポレートロゴとスローガンを改定。コーポレートロゴは従来のカタカナ表記の「アース」を用いたロゴから、英字表記の「EARTH」に改め、その下にスローガンである「Act For Life」、上に青い地球と赤く跳ねたワンポイントで構成されたシンボルで構成されたロゴに変更。スローガンである「Act For Life」は経営理念である「生命と暮らしに寄り添い、地球との共生を実現する」を簡潔に英語で表したもので、日本国内では「Act for life」を訳した「地球を、キモチいい家に。」が制定された[13]。
  - 3月24日 - 園芸資材や造園事業を展開する株式会社プロトリーフとの資本業務提携契約、及び、同社の主要株主で園芸用肥料・資材メーカーである株式会社ハイポネックスジャパンとの業務提携契約を締結[14]。
  - 3月28日 - 前述の資本業務提携契約に基づき、株式会社プロトリーフの株式の一部を取得。
  - 4月5日 - 株式会社ニチリウ永瀬（現:株式会社welzo）からの株式取得により、ジョンソントレーディング株式会社を完全子会社化する[15]。
  - 7月1日 - 当社および子会社の事業再編が行われ、完全子会社のアース・バイオケミカル株式会社から同社の衛生害虫防除事業、ヘルス&ビューティ事業及び同社徳島工場で行われている各種殺虫・防虫剤等製造事業を吸収分割により承継すると同時に、アース・バイオケミカル株式会社が同じく完全子会社のジョンソントレーディング株式会社を吸収合併してアース・ペット株式会社に商号変更し、グループ内におけるペット事業を統合[16]。
  - 10月27日 - 公益財団法人東京オリンピック・パラリンピック競技大会組織委員会との間で、家庭用殺虫剤・虫よけ・肥料・培養土及び除草剤分野における「東京2020オフィシャルパートナー」契約を締結[17]。
- 2018年（平成30年）
  - 1月1日 - 完全子会社のアース・ペット株式会社から「立入禁止」シリーズと「イキイキ切花延命剤」の販売を引き継ぎ、「アースガーデン」ブランドとして発売。
  - 3月23日 - 英文社名を「Earth Chemical Co., Ltd.」から「Earth Corporation」に変更[18]。
- 2019年（令和元年）12月31日 - 契約期間の満了に伴い、レキットベンキーザー・アジアパシフィック・リミテッドとの間で締結していた家庭用ハウスホールド製品の日本国内販売に関する業務提携を解消[19]。「フィニッシュ」と「ミューズ」は2020年1月より製造販売元であるレキットベンキーザー・ジャパン株式会社の直販体制となる。
- 2021年（令和3年）4月1日 - 「お客様相談室」を「お客様のお気づきを活かす窓口部」へ部署名を変更（部署名変更に伴い、パッケージに記載の「お客様窓口」を「お客様のお気づきを活かす窓口」へ順次表記変更）[20]。
- 2023年（令和5年）3月1日 - 株式会社TWOより中性重炭酸入浴剤を中心としたブランド「BARTH」を事業譲受し、「BARTH事業部」を発足[21]。
- 2025年（令和7年）
  - 3月11日 - 2026年（令和8年）1月1日付で完全子会社の株式会社バスクリンを吸収合併することを発表[22]。
  - 3月31日 - 掛川工場を第三者に売却[1]。

## 事業所
本社
東京都千代田区神田司町2丁目12-1
研究所・坂越工場
兵庫県赤穂市坂越3218-12
関東第一エリア・第二エリア・第三エリア支店
東京都千代田区神田司町2丁目14-3 Act Terrace
北日本支店
仙台市青葉区上杉5丁目3-36 第三勝山ビル3F
中日本支店
名古屋市中区丸の内3丁目14-32 丸の内3丁目ビル8F
関西支店
大阪市中央区大手通3丁目1-2 エスリード大手通8F
中四国支店
広島市西区楠木町1丁目14-31
九州支店
福岡市博多区奈良屋町13-13
赤穂工場
兵庫県赤穂市西浜北町1122-73

## フマキラーの株式買い占め
2008年（平成20年）1月18日 に、 同業のフマキラー株式会社の株を純投資目的で取得していたことが判明。8.7%前後を取得し、創業家の大下高明（おおしも たかあき）を上回り筆頭株主に躍り出た。最終的に約11%まで買い進め、経営統合を視野にフマキラーへ協議を申し入れたが不調に終わる。その後、フマキラーがエステー株式会社と資本業務提携を結び第三者割当による新株発行を行ったため、2010年（平成22年）6月4日付でフマキラーの筆頭株主ではなくなった。2011年（平成23年）3月に所有するフマキラー株をすべてエステーに譲渡した。

## 主な商品

### 現行商品
前述したコーポレートロゴの改定に伴って、製品への新コーポレートロゴ表示は2017年秋発売の新製品から開始され、2018年2月以降は既存商品もパッケージデザインや仕様の変更のタイミングで順次コーポレートロゴの切り替えがされており、虫ケア用品（家庭用殺虫剤と防虫剤を合わせたカテゴリ名称） においては、従来、商品名に"アース"を入れていなかった商品にもロゴ切替のタイミングで順次"アース"が入るようになっている（例「ゴキジェットプロ」→「アースゴキジェットプロ」、「ブラックキャップ」→「アースブラックキャップ」など）。
以下の商品については独立記事を参照のこと。
- アースノーマット
- アースレッド
- アクアフレッシュ
- ごきぶりホイホイ
- シュミテクト
- セボン
- バポナ
- モンダミン

### 販売終了品
◇印:製造販売元がグラクソ・スミスクライン・コンシューマー・ヘルスケア・ジャパン（現:Haleonジャパン）の製品

◆印:製造販売元がレキットベンキーザー・ジャパンの製品

#### 虫ケア用品（家庭用殺虫剤・防虫剤）
- ハエ・蚊用
  - アース液【医薬部外品】 - 強力殺虫液（ビン入り）
  - アース ノンガス【医薬部外品】
  - ハイアース【医薬部外品】 - ワンタッチキャップを採用したハエ・蚊用エアゾール。
  - ハイアースエアゾール【医薬部外品】 - チャイルドプルーフ機構採用。
  - アースエアゾール【医薬部外品】
  - ハエ・カ アース【医薬部外品】 - 無香料タイプのハエ・蚊用エアゾール。（「アースジェット」へ継承）
  - アースジェットW　ウォータータイプ【医薬部外品】
  - アース渦巻【医薬部外品】（「アース渦巻香」へ継承）
  - アースマットf【医薬部外品】（「アースマットA」へ継承）
  - アースマットA【医薬部外品】（「アースマット」へ継承）
  - アースマット【医薬部外品】（「アースマットマイルド」へ継承）
  - 電子アース
  - 電子アースコードレス
  - ハエとりポット - 殺虫剤を使用しないコバエ誘引捕獲器。一度入ると出られないロートホール採用（後に「アースコバエがホイホイ」へ移行）
  - お部屋の4角にチュッとするだけで蚊に刺されない空間を作るスプレー【防除用医薬部外品】（「おすだけノーマット」に継承）
- 虫よけ用
  - おそとでノーマットV
  - 虫よけっこ - 虫よけエアゾール。携帯用は中身の見えるクリアボトル採用。
- バポナ自動（オート）スプレーW 玄関用（「どこでもつかえるアースノーマット」へ統合）
- あみ戸に虫こない[注 4]（「虫こないアース あみ戸にスプレーするだけ!」に継承）
- ゴキブリ用
  - ごきぶりホイホイ チューブタイプ
  - ちびっこホイホイ（「ごきぶりホイホイ ミニ」に継承）
  - ごきぶりホイホイ ミニ
  - ホイホイエアゾール【医薬部外品】
  - ごきぶりアース【医薬部外品】（後に「ゴキブリアース」に移行）
  - ゴキブリアース【医薬部外品】（後に「ゴキジェット」に移行）
  - ゴキジェット【医薬部外品】（後に「ゴキジェットプロ」に移行）
  - ゴキブリコロコロ【医薬部外品】 - ゴキブリ用毒餌剤（ホウ酸製剤）
  - アースゴキブリホウ酸ダンゴ【医薬部外品】
  - アースゴキブリレストラン【防除用医薬部外品】
  - アース プロ仕様チャバネ退治ジェル【防除用医薬部外品】
  - アースゴキプルン【医薬部外品】 - チャバネゴキブリに最適化されたやわらかグミ製剤。使用前に1個ずつ切り離した後、容器中央を押しグミを落下させて使う（薬剤は容器からは出ない）。大型ゴキブリにも有効。ホウ酸製剤。
  - アースのゴキンジャム【防除用医薬部外品】 - 「アースゴキブリホウ酸ダンゴ」の改良品。中心部に特殊誘引ジャムが練り込まれている。第2世代はコンクとなり、本剤を食べたゴキブリの他、それを食べたゴキブリにまで連鎖的に効く。特殊誘引ソース（中心部に滴下）付もあった。
- ダニ用
  - ダニアース おそうじ紙パック
  - ダニアースパウダー【医薬部外品】
  - ダニアースシート【医薬部外品】
  - ダニアース 防ダニスプレー【防除用医薬部外品】 - 「ダニアーススプレー」へ継承
  - ダニバリア（2020年2月に「ナチュラス」へ統合）
- アリ用
  - アース アルゼンチンアリ対策
- その他害虫用
  - ホイホイGA
  - なめくじホイホイ
  - 床下アース - 2Wayノズル+連続噴射機構を採用した床下専用不快害虫用殺虫剤。ノズルを直角に起こし、キャップを90度回すと連続噴射する。スプレーボタンによる通常噴射も可。
- くん煙剤
  - アースレッド【医薬品】 - 「アースレッドW」へ継承
  - アースレッドOF【医薬品】 - 「アースレッドW」へ機能統合

「バポナ」ブランド殺虫剤の販売終了品については、バポナを参照。
- 防虫剤
  - アース防虫シート（「ピレパラアース」に継承）
  - ハーブで消臭防虫
  - ピレパラアース
    - ハンガーでしっかり防虫 - 着脱の面倒な防虫カバーに代わる、ハンガーに掛けるタイプの防虫剤。3個使用することで、洋服ダンス（500ℓ）全体の防虫効果もある。代替製品は「つるだけスリム」。
    - 防虫バッグ - 広いウォークインクローゼットにも対応したバッグ型。消臭成分カルサイト配合。代替製品は「つるだけスリム」（1製品（10本）全て使用することで、1.5畳（5000ℓ）までのウォークインクローゼット全体を防虫・防カビ・消臭・黄ばみ防止及びダニよけできる。）。
    - 花粉がとれてつかなくなる防虫カバー

  - お米の虫のみはり番 - 米びつ用（「お米の虫よけ 新鮮米」へ継承）

#### 入浴剤
- バスロマンBihada（「ウルモア」へ継承）
- バスロマン薬用ミルク仕立て【医薬部外品】
- バスロマンいつでも一番風呂 - 入浴前に入浴剤の要領で使用する分包タイプのふろ水抗菌剤。
- 湯めぐり
- Follow You - 泡風呂入浴剤
- Natural Crystal

#### オーラルケア
- モンダミン シナモン
- モンダミン アクア
- モンダミンのどプッシュ【食品】
- アクアフレッシュ プロテクト【医薬部外品】◇
- アクアフレッシュ ホワイトニング【医薬部外品】◇
- アクアフレッシュ ハブラシ ツイスト◇
- アクアフレッシュ ブラシクリーナー◇
- ツインフロス◇
- シュミテクトft【医薬部外品】◇
- シュミテクト トータルケア【医薬部外品】◇ - 「シュミテクト 歯周病ケア」へ継承
- シュミテクト ステインリムーバル【医薬部外品】◇ - 「シュミテクト やさしくホワイトニング」へ継承
- クリスタルポリデント◇ - ミントを最大量配合した入れ歯洗浄剤
- ニソーデント◇ - 二層タイプ（除菌（緑色層）＋洗浄（白色層））で2段階洗浄の入れ歯洗浄剤
- スモーカーズポリデント◇
- ポリデント入れ歯安定剤【管理医療機器】◇
- ポリデントNEO◇
- ポリデントNEO入れ歯安定剤【管理医療機器】◇ - 「新ポリグリップ トータルプロテクション」へ継承
- ポリデント 泡フレッシュ◇ - 「ポリデント 泡のハミガキ」へ継承
- ポリデント 泡のハミガキ◇ - 「ポリデント デンタルラボ 泡ウォッシュ」へ継承
- ポリデント 薬用デンタルリンス【医薬部外品】◇
- コレガパウダー【医療用具】◇ - パウダータイプの総入れ歯安定剤。「ポリグリップパウダー無添加」【管理医療機器】へ継承
- ポリグリップS【医療用具】◇ - 「新ポリグリップS」【管理医療機器】へ継承
- ポリグリップ無添加【医療用具】◇ - 「新ポリグリップ無添加」【管理医療機器】へ継承
- 新ポリグリップEX【管理医療機器】◇
- 新ポリグリップV【管理医療機器】◇

#### 消臭芳香剤
- フッ素パワージェルセボン
- セボンいれるだけ
- 2000フラッシュ◇ - 水洗トイレ用芳香洗浄剤
- 咲かせて消臭 花咲きポット
- 消臭たまご（「スッキーリ!」へ継承）
- エアーウィック◆
- 車内のニオイとり - 「アースレッド」の「加熱蒸散システム」を応用したくん煙タイプの車用。

#### お掃除用品
- レックリン - トイレ用除菌スプレー
- オレンジリモーネ - リモネン配合住居用洗剤
- おどろきクロス
- アースおそうじ紙パック - 各社共通タイプの掃除機用紙パック。「ダニアース おそうじ紙パック」へ継承。
- アルコール除菌スプレー - 除菌剤。「らくハピ アルコール除菌EX」が後継製品にあたる。
- アースレッド
  - お風呂の防カビ剤 - 「アースレッド」の「加熱蒸散システム」を応用したくん煙式タイプの風呂用防カビ剤。「らくハピ お風呂の防カビ剤」へ継承。
  - お風呂の防カビスプレー ピンクヌメリ予防プラス - スプレータイプの風呂用防カビ剤。それぞれにつめかえ用も設定されていた。「らくハピ 水まわりの防カビスプレー ピンクヌメリ予防」へ継承。
- アースキッチン 排水口ヌメリとり 消臭プラス - 「らくハピ キッチンの排水口 ヌメリが付かない 24時間除菌」へ継承。
- フィニッシュ◆ - 食器洗い機乾燥機専用洗剤。元々はエステー化学（現・エステー）が販売していたが、2008年11月に当社へ販売が移管された。2019年12月をもって当社での販売を終了し、2020年1月より製造販売元であるレキットベンキーザー・ジャパンによる直販体制となる。

#### その他の製品
- シャワー用ボディケア
  - バスロマン スキンケアシャワー
- 衛生用品
  - ウィルガード バイラマスクN99 - 口・鼻の周囲全面をフェイスシールで完全密着することで耳バンドをなくした米国国立労働安全衛生研究所（NIOSH）のN99基準に適合した使い切りタイプの高機能マスク。アメリカ製。
  - ミューズ【医薬部外品】◆ - 本品は1953年（昭和38年）にミツワ石鹸（初代法人）が製造・販売していた商品であったが、1975年（昭和50年）にミツワ石鹸の倒産により、当時のP&Gの日本法人であったP&Gサンホームが商標権並びに生産設備などを継承。2008年（平成20年）5月にP&Gからレキットベンキーザーへの事業譲渡に伴い、レキットベンキーザーとの業務提携を締結していた当社が同年7月に販売権を取得し、同年9月より販売を開始した。「フィニッシュ」同様に2019年12月をもって当社での販売を終了し、2020年1月より製造販売元であるレキットベンキーザー・ジャパンによる直販体制となる。
- 衣類の手入れ剤
  - クツビタ
  - 花粉がとれてつかなくなるカバー
- 家庭用医薬品
  - アースタム【医薬品】 - メンソレータムに類似した軟膏。戦前の主力商品だった。
- 美容食品
  - ナイトビューティープラセンタC
  - プラセンタCナタデココ
- その他
  - きれいぞうこ - スリードア冷蔵庫用脱臭剤

## 宣伝活動

### キャッチコピー
- 豊かな暮らしへいろいろお手伝い
- 快適な暮らしをご提案する
- ワンランク上の快適さを
- Act For Life〜地球を、キモチいい家に。〜

### テレビCM
アース製薬のテレビCMは、画面右下にその商品が映っているのが特徴である（2021年現在）。
主な出演者（現在・過去）
太字は現在放映中。
×は故人。
- アース渦巻
  - 城之内早苗
  - 由美かおる
- アース渦巻香
  - 神田沙也加×
  - 山口祐一郎
- ごきぶりホイホイ
  - 秋川リサ
  - 荒井注×
  - 石立鉄男×
  - コント山口君と竹田君
  - 志村けん×
  - 笑福亭鶴瓶
  - 森光子×
  - 由美かおる
  - 芳本美代子
  - 滝口順平×（ナレーション担当）
- アースノーマット
  - 伊東四朗
  - 郷ひろみ
  - 志村けん× - かつては同業他社に出演していたことあり
  - つるの剛士
  - 笑福亭鶴瓶 - 『マグマ大使』のパロディCMが有名
  - 古谷一行×
  - 松居直美
  - 松方弘樹×
  - 森光子×
  - 山口祐一郎
- おすだけノーマット
  - 新妻聖子
  - 村方乃々佳
- アースレッド
  - 東八郎×
  - 荒井注×
  - 金田賢一
  - 小松政夫×
  - 志村けん× - ゴキブリとダニの声で出演
  - 西田敏行×
  - 松居直美
  - 眞鍋かをり
  - 森光子×
  - 平井誠一（ナレーション担当）
- アースジェット
  - 志村けん×
  - 西村知美
  - 亀梨和也（KAT-TUN）
  - 郷ひろみ
  - 髙橋大輔
  - 氷川きよし
  - キートン山田（ナレーション担当）
- ゴキジェット
  - ロボコップ
  - 井上尚弥
- ダニアース
  - 荒井注×
  - 志村けん×
  - 野坂昭如×
  - キートン山田（ナレーション担当）
- アース
  - 笠置シヅ子×
- ハイアース
  - 水原弘×
- バポナ
  - 志垣太郎×
  - 山崎愛香
- アリアース
  - パンチ佐藤
  - 柴田理恵
  - 志垣太郎×
- コバエがホイホイ
  - 平井誠一（ナレーション担当）
- セボン
  - 笑福亭鶴瓶
  - 柴田理恵
  - 大沢洋子
  - 芳本美代子
  - フランソワーズ・モレシャン（アース防虫シートのCMにも出演）
  - 楽しんご
- ToWhite（トワイト）
  - 悠花
- 消臭たまご
  - KABA.ちゃん
  - 村野武範
- 咲かせて消臭　花咲きポット
  - 相田翔子
- トイレのスッキーリ
  - 神田沙也加×
- アースエアコン消臭スプレー
  - 磯野貴理子
- ピレパラアース
  - 笑福亭鶴瓶
  - 牧伸二×
  - ドン小西
  - 山田花子（同商品防虫力シリーズに出演）
- モンダミン
  - 井森美幸
  - 嶋田久作
  - 清野菜名
  - 山本未來
- バスロマン
  - 細川ふみえ
  - 島崎和歌子
  - 生田斗真
  - 岡田ひとみ
  - でんでん
  - 藤原紀香
  - 舞の海秀平
- 世界漫湯
  - 芳本美代子
- 温泡
  - 生田斗真
  - 本田博太郎
  - 秋山桃子
  - 堀田茜
- フォローユー
  - 吉幾三
  - あき竹城×
- ポリデント、ポリグリップ
  - 小日向文世
- ゴキプルン
  - 大原がおり
- ゴキッシュ スッ、スゴい!
  - 高橋みなみ
  - 峯岸みなみ

など。

#### テレビCMの内容について
1990年代末期から2000年代初頭にかけ、殺虫剤において「CG」によって実物以上にリアルに描かれた害虫をCMに多用したが、このリアルすぎる映像が特に食事時や団欒時に流される際、視聴者から「リアルな映像を出す必要性が分からない」という疑問や「食事時に流すことで食事がしづらくなる」などの苦情や抗議が多数寄せられたという。ちなみにライバル会社であった白元でも同様の手法が用いられていた（例：ワイパア・ワンなど）。
その後現在では「リアルCG路線」を修正し、表現をかなり抑えたものを放送している。
CMは2011年以降、ハイビジョンで制作されている。また、2017年1月のコーポレートロゴ改定に伴い、同年秋以降に新たに制作されたテレビCMにおいては、30秒版のみ、冒頭にサウンドロゴが入るようになった。

### ホーロー看板

アース製薬「ハイアース」及び「アース渦巻」のホーロー看板

昭和40年代を中心に、大塚グループでは、民家の塀や商店の外壁を広告契約を結んで借用、ホーロー看板を設置しアピールした。特に水原弘出演の「ハイアース」、由美かおる出演の「アース渦巻」の看板が有名。現在も地方郊外や山間部の古民家などに残されたものを見ることができ、コレクター垂涎の品となっている。

### 番組提供

#### テレビ

##### 現在
BS放送
- 日清食品Presents 麻雀オールスター BS10チャンピオンシップ（BS10、60秒）

ネットセールス
- いずれも30秒
  - 人生が変わる1分間の深イイ話（日本テレビ）
  - 一撃解明バラエティ ひと目でわかる!!（同上）
  - ZIP!（同上、2022年4月から日産自動車とともに隔日提供）
  - テレビ朝日水曜21時枠刑事ドラマ（テレビ朝日）
  - 木曜ドラマ（テレビ朝日）[注 5]
  - サタデーステーション（同上、2019年4月6日〜）
  - 仮面ライダーシリーズ(同上、2027年4月予定)
  - スーパー戦隊シリーズ(同上、2027年4月予定)
  - ポツンと一軒家（朝日放送テレビ、2019年4月7日〜）
  - プリキュアシリーズ（朝日放送テレビ・ABCアニメーション共同制作、2024年4月7日〜）
  - 新・情報7DAYS ニュースキャスター（TBS）
  - ポケットモンスター(テレビ東京、2024年4月〜)
  - めざましテレビ（フジテレビ、2021年4月から）
  - Mr.サンデー（同上）
  - VS魂（同上）

この他時期により30秒提供枠が増加する場合があり、番組によっては同業者の大日本除虫菊もスポンサーになることもある。
ローカルセールス
- MRTニュース（宮崎放送）
- OBSイブニングニュース（大分放送）
- UMKスーパーニュース（テレビ宮崎）
- JNNフラッシュニュース（大分放送）
- MRTニュース Next（宮崎放送）
- YBSワイドニュース（山梨放送）
- FNN福井テレビニュース（福井テレビ）
- TOSニュース（テレビ大分）
- TVh道新ニュース（テレビ北海道）
- NSTニュース（NST）
- UMKニュース（テレビ宮崎）
- ゆ〜わくワイド&News（テレビ大分）
- オナゴコロ（サンテレビ）
- JNNニュース（テレビ山梨）
- めざましどようび（テレビ宮崎）
- OABニュース（大分朝日放送）
- どさんこワイド（札幌テレビ）
- YBSニュース（山梨放送）
- スタイルプラス（東海テレビ） ほか

##### 過去
- ザ!鉄腕!DASH!!（大塚製薬も提供したが2019年3月で撤退。30秒×2をKIRINとアイリスオーヤマにそれぞれ交代。この撤退を持って番組から1分枠が消滅した。）
- 伊東家の食卓
- 魔女たちの22時→スター☆ドラフト会議→幸せ!ボンビーガール
- 水曜グランドロマン
- 嗚呼!バラ色の珍生
- 金曜ロードショー（長年スポンサーだったが2011年4月より深イイ話に移行）
- スポーツうるぐす
- 所さんの目がテン!
- 宇宙兄弟
- スーパースペシャル
- THE独占サンデー
- 関口宏の東京フレンドパークII
- 直撃!コロシアム!! ズバッと!TV
- 月曜ドラマスペシャル→月曜ミステリー劇場→月曜ゴールデン→月曜名作劇場（かつては大鵬薬品も提供も現在は降板） - 番組終了に伴い提供番組移動。
- ギミア・ぶれいく（後期に大塚製薬に代わって提供）
- 火曜ドラマ
- ここがヘンだよ日本人
- 金曜ドラマ (同業者はP&Gも提供) (かつては同業者の白元も提供) (後に同業者の小林製薬も提供)
- ブロードキャスター
- さんまのSUPERからくりTV
- そこが知りたい 特捜!板東リサーチ
- 旅ずきんちゃん 〜全日本のほほ〜ん女子会〜
- 世界まるごとHOWマッチ
- サタデープラス（2016年4月から）
- 衝撃速報!アカルイ☆ミライ
- サンデーモーニング
- 爆報! THE フライデー
- がっちりマンデー!!（2021年4月から9月）
- 金曜プレミアム
- サザエさん
- みんなのニュース（隔日）
- 奇跡体験!アンビリバボー
- さんまのまんま
- 超潜入!リアルスコープハイパー
- 超ハマる!爆笑キャラパレード
- ゴールデン洋画劇場
- 土曜プレミアム（2015年10月から（それ以前は60秒提供））
- オトナの土ドラ
- 報道2001
- 志村けんのだいじょうぶだぁ
- VS嵐
- 情報プレゼンター とくダネ!（水曜・後半、『土曜プレミアム』から30秒移行）
- 木曜ミステリー
- 土曜ワイド劇場（一時期降板あり）
- 世界の村で発見!こんなところに日本人
- 池上彰のニュースそうだったのか!!
- クレヨンしんちゃん
- 報道ステーション（月・木曜、～2019年3月まで）
- 日曜プライム
- あいつ今何してる?
- ワールドビジネスサテライト
- たけしの誰でもピカソ
- 田舎に泊まろう!
- ソロモン流
- OBSニュースライン
- MRT THE NEWS
- UHBスーパーニュース
- NSTスーパーニュース
- TOSスーパーニュースほか多数。

#### ラジオ

##### 現在
- アース製薬 Dream Shot 〜輝け!ゴルファー（TOKYO FM/JFN系、2016年6月 - ）

##### 過去
- アース製薬Presents甲斐よしひろのセイ!ヤング21（文化放送/NRN系、2001年10月 - ）
※ 2010年頃を持って提供を降板。
毎年10月 - 翌年3月を中心に全国でも1時間の短縮版で聴けていた地域もあったが、アースのラジオCMは文化放送エリア（関東地方）のみ[注 6]。レギュラー終了後も文化放送では単発特番で現在も放送中。
- ラジオ時報CM（JFNC系、2023年6月4日 ・ 6月10日）
※ 期間限定放送。週末A枠、午後6:00〜11:00を担当していた。

## スポーツ支援
- 千葉県千葉市の野球場である千葉マリンスタジアム（ZOZOマリンスタジアム）に広告を掲出しているほか[23]、同球場を本拠地としている千葉ロッテマリーンズの主催試合において、年に1度アース製薬スペシャルナイターとして試合を開催している[24]。
- アース製薬主催により、千葉県袖ケ浦市のカメリアヒルズカントリークラブ（CC）にて、日本女子プロゴルフ協会公認の女子プロゴルフトーナメントであるアース・モンダミンカップを開催している。
- 2024年から日本の女子プロゴルファーである笹生優花との間で所属契約を締結している[25]。
- 大塚製薬サッカー部を起源とするJリーグクラブ・徳島ヴォルティスのユニフォームスポンサーをJリーグ加盟の2005年から継続して務めている。
- 長年にわたって競技麻雀へのスポンサードを行っている。竹書房「近代麻雀」誌主催の大会「麻雀最強戦」では協賛としてプロ大会優勝者への副賞贈呈を行なっているほか、2025年7月1日から7月6日まで日本の東京都中央区にある日本橋三井ホールで開催された、第4回リーチ麻雀世界選手権「世界麻雀TOKYO2025」にも「アース製薬100周年記念」として特別協賛社に名を連ね[26][27]、さらに麻雀プロリーグ「Mリーグ」には2025-26シーズンからチームオーナー企業としての参入を表明[28]、Mリーグチーム「EARTH JETS」を設立した。会長の大塚達也が麻雀愛好家で、麻雀界の発展に会社として協力したいとの思いからであるという[29]。

## テレビ番組、メディア放送・掲載
- Story 〜長寿企業の知恵〜 #015 アース製薬 6代目 川端克宜（2017年5月28日、Abema TV）[30]
- 日経スペシャル カンブリア宮殿 殺虫剤だけじゃない！ 日用品でヒット連発のアース製薬（2022年3月3日、テレビ東京）- アース製薬 社長 川端克宜氏出演[31]
- 知られざるガリバー〜エクセレントカンパニーファイル〜（2023年7月8日、テレビ東京）- アース製薬 社長 川端克宜氏出演[32]

## 不祥事

### 未公開株の事件
2005年（平成17年）に証券取引法違反（無登録営業）の業者が1株1万3千円前後でアース製薬の未公開株（当時）販売の勧誘をしていた。上場時の株価は2千円のため購入者からの苦情や相談が発生した。
2006年（平成18年）、愛知県警により業者への家宅捜索が行われた。

### 景品表示法違反（優良誤認）
2015年2月21日、「バポナ　虫よけネットW」などの商品が「虫を寄せ付けない」などと謳っているが根拠が不十分であるとして、不当景品類及び不当表示防止法（景品表示法）第5条1号違反（優良誤認）で消費者庁から再発防止の措置命令を受けた。

## その他

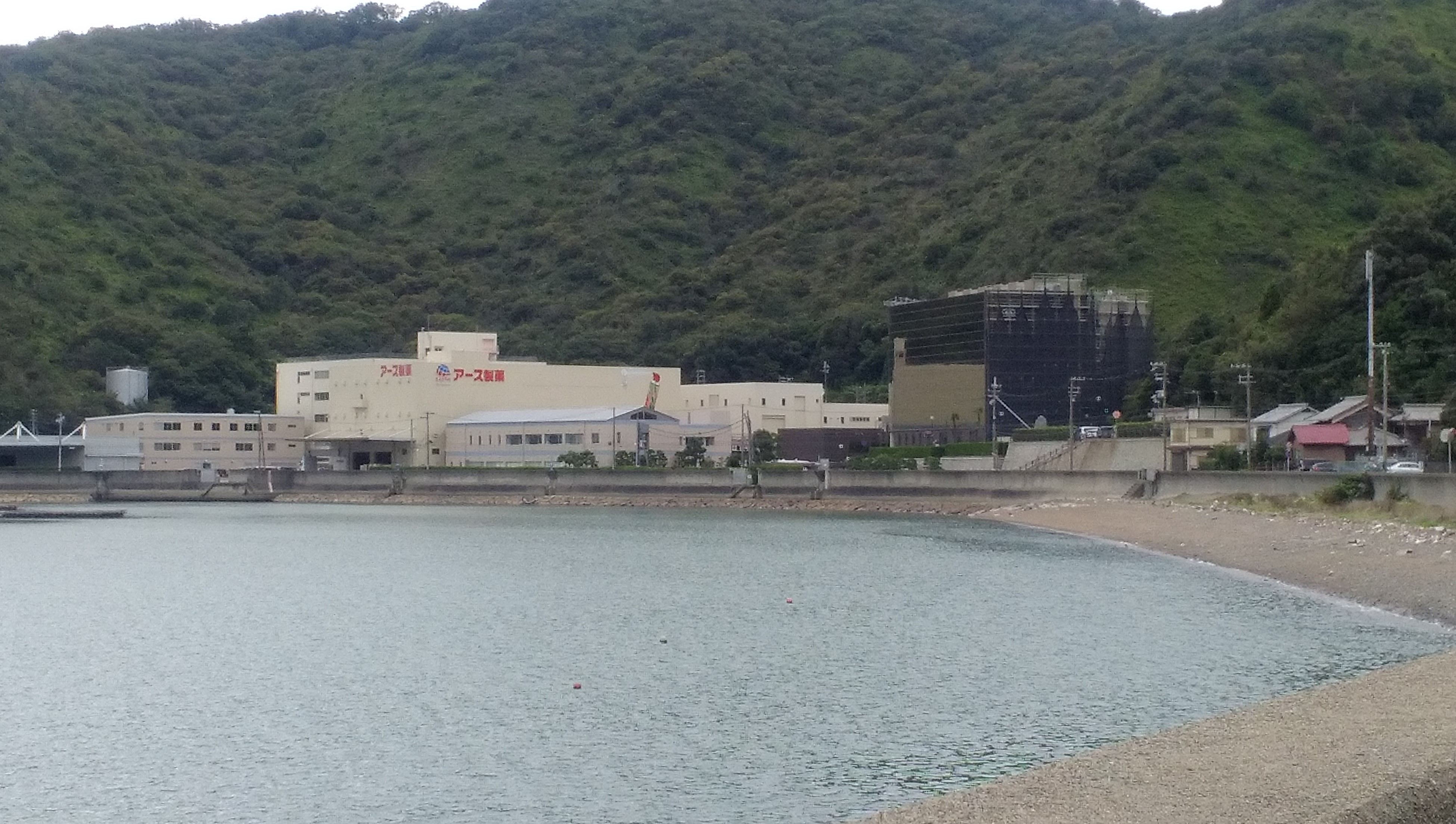
兵庫県赤穂市坂越にある同社工場

- 生産拠点である兵庫県赤穂市坂越にある坂越工場に併設された研究所では、ゴキブリを100万匹のほか、ダニやカ、ハエなど100種類の生物を飼育している[35]。研究所で繁殖させたゴキブリなどの生物は、基本的には無菌状態であり人体には無害である。朝日放送テレビ（ABCテレビ）の『探偵!ナイトスクープ』などに度々登場している。

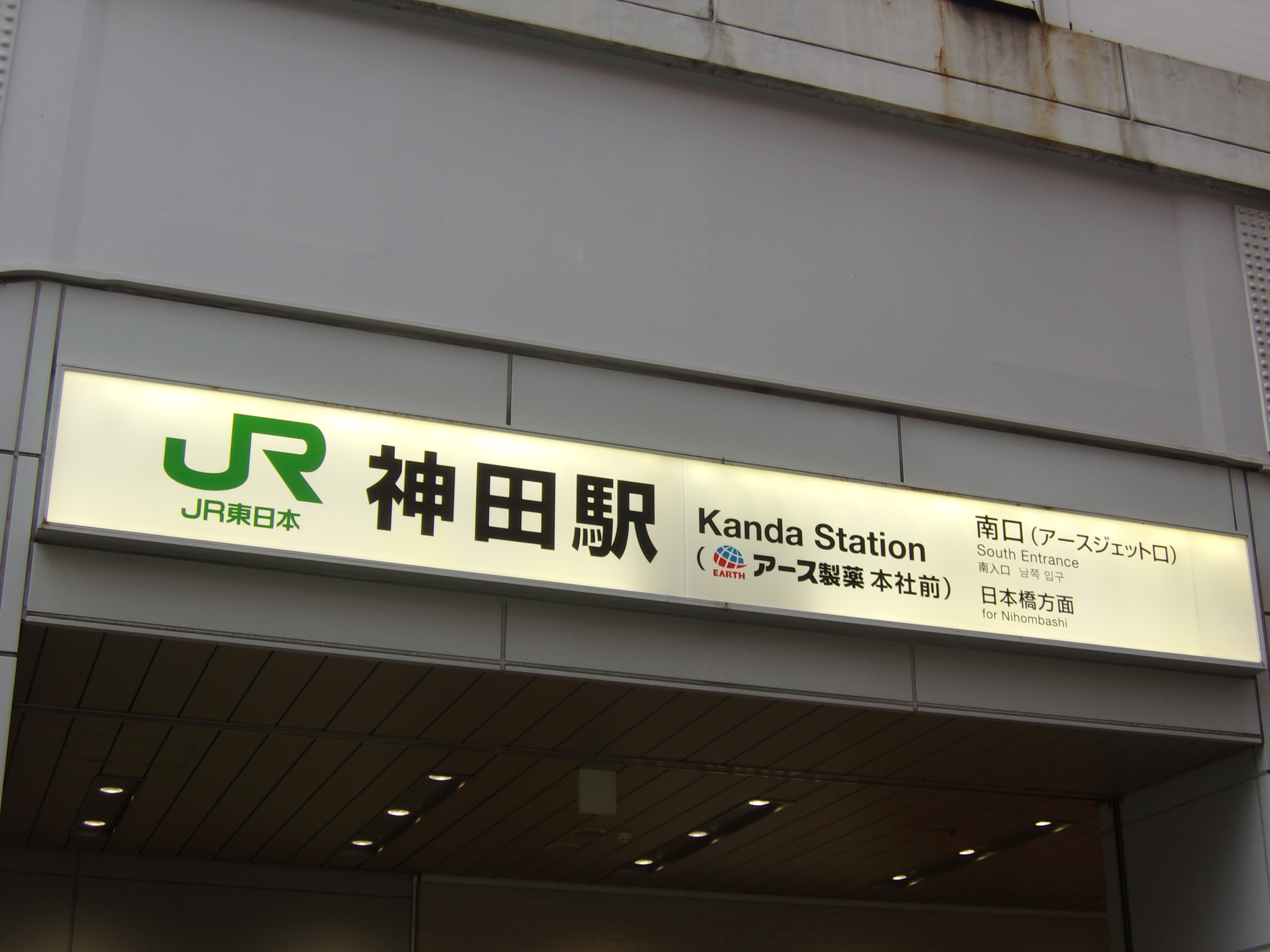
アース製薬本社前の副駅名とアースジェット口の表示（2023年10月）

- 2023年（令和5年）10月2日より東日本旅客鉄道（JR東日本）との提携で、神田駅の駅名称に「アース製薬本社前」の副駅名を追加。併せて、山手線（2・3番線）ホームの発車メロディを同社の主力商品「モンダミン」のCMソングに変更。各出口の改札口入口標などに商品の名称を追加[注 7]。いずれも2028年（令和10年）9月30日までの5年間の予定[36]。
- 2025年（令和7年）、「アース製薬は赤穂とともに100周年」をスローガンに掲げて、6月4日「虫ケア用品の日」に発祥の地・兵庫県赤穂市でイベントを実施。 同日から、赤穂市及び西日本旅客鉄道（JR西日本）の協力のもと、播州赤穂駅の駅名標に「忠臣蔵のふるさと アース製薬発祥の地」、坂越駅の駅名標に「北前船寄港地 アース製薬坂越工場前」をそれぞれ追加。  播州赤穂駅では、北出口を「北出口(アースジェット口)」、南出口を「南出口(モンダミン口)」と表記（一定期間継続予定）。